# Nichita Duma
Nichita Duma (născut Vasile Duma; n. 26 aprilie 1864, Săcalu de Pădure, comitatul Mureș-Turda, Regatul Ungariei – d. 16 aprilie 1936, Curtea de Argeș, Regatul României) a fost un protopop român, deputat în Marea Adunare Națională de la Alba Iulia, organismul legislativ reprezentativ al „tuturor românilor din Transilvania, Banat și Țara Ungurească”, cel care a adoptat hotărârea privind Unirea Transilvaniei cu România, la 1 decembrie 1918 .

## Biografie
Urmează studiile liceale la Năsăud între 1875-1883 și Institutul Teologic din Sibiu între 1883-1886. În perioada 1886-1890 îndeplinește funcția de învățător la școala primară confesională din Hodac, Mureș, pentru ca în perioada 1890-1906 să îndeplinească funcțiile de preot-paroh în Jubenița, Mureș și catihet al elevilor ortodocși de la Gimnaziul din Reghin. În 1906 devine protopop al Cetății de Piatră, cu sediul la Târgu Lăpuș, iar din 1912 până în 1923 îndeplinește funcția de protopop al Reghinului. În perioada 1914-1923, Duma a condus Despărțământul Reghin al ASTREI. Rămas văduv, este călugărit sub numele de Nichita și ales, la 5 iunie 1923, episcop al Argeșului, fiind hirotonit la 20 iulie și instalat la 18 noiembrie, păstorind aici până la moarte

## Activitatea politică
Ca deputat în Adunarea Națională din 1 decembrie 1918 a fost delegat al Protopopiatului ortodox Reghin. A fost vicepreședinte al Consiliului Național Român județean Mureș-Turda, senato P.N.R. în primul parlament al României Mari, apoi senator P.N.L. în 1922.

## Recunoașteri
A primit ordinul „Steaua României” în grad de ofițer, ordinul „Coroana României” în grad de Mare Cruce.

## Lectură suplimetară
- Daniela Comșa, Eugenia Glodariu, Maria M. Jude, Clujenii și Marea Unire, Muzeul Național Transilvania, Cluj-Napoca, 1998
- Florea Marin, Medicii și Marea Unire, Editura Tipomur, Târgu Mureș, 1993
- Silviu Borș, Alexiu Tatu, Bogdan Andriescu, (coord.), Participanți din localități sibiene la Marea Adunare Națională de la Alba Iulia din 1 decembrie 1918, Editura Armanis, Sibiu, 2015
- Gelu Neamțu, Mircea Vaida-Voevod, 1 decembrie 1918. Mărturii ale participanților, vol. I-II, Editura Academiei Române, București, 2005, ISBN 973-27-1258-9 (vol. I); ISBN 973-27-1264-3 (vol. II)